# Mecodina novoguineana
Mecodina novoguineana là một loài bướm đêm trong họ Erebidae.